# Steinkiste von Exloo-Zuiderveld
Die Steinkiste von Exloo-Zuiderveld war ein Steinkistengrab der jungsteinzeitlichen Trichterbecherkultur bei Exloo, einem Ortsteil der Gemeinde Borger-Odoorn in der niederländischen Provinz Drenthe. Die Anlage wurde 1843 entdeckt und wahrscheinlich in den folgenden Jahrzehnten zerstört. Das Grab und seine Überreste wurden mehrfach archäologisch untersucht. Es trägt die van-Giffen-Nummer D31a. Die Anlage wurde von Albert Egges van Giffen ursprünglich als Großsteingrab klassifiziert, Jan N. Lanting klassifiziert sie hingegen als Steinkiste.

## Lage
Das Grab befand sich südlich von Exloo in einem Waldgebiet. Westlich befindet sich das noch erhaltene Großsteingrab Exloo-Zuid (D31).

## Forschungsgeschichte
Die Anlage wurde erstmals 1843 erwähnt. Leonhardt Johannes Friedrich Janssen, Kurator am Rijksmuseum van Oudheden in Leiden, führte 1846 eine Untersuchung durch und fertigte eine Zeichnung an. Zwischen 1855 und 1875 wurden die letzten Steine des Grabes entfernt. Die Überreste der Anlage wurden 1968 von Jan Evert Musch wiederentdeckt. 1993 erfolgte eine Nachuntersuchung durch Jan N. Lanting.

## Beschreibung
Lanting stellte bei seiner Grabung eine 1,3 m tiefe Grube mit einem Durchmesser von etwa 4 m fest. Das Grab besaß ursprünglich eine Hügelschüttung mit einem Durchmesser von etwa 11 m und einer Höhe von 1,4 m, die in der Mittleren Bronzezeit auf eine Höhe von 2 m erweitert wurde. Gleichzeitig mit der Erweiterung wurde der Hügelrand mit großen Steinen eingefasst. Die Grabkammer bestand nach Janssen aus zwei Wandsteinen und einem Deckstein. Lanting konnte bei seiner Untersuchung keine Standlöcher mehr feststellen, ging aber davon aus, dass die Kammer bereits bei Janssens Untersuchung nicht mehr vollständig war und die ersten Zerstörungen wohl schon in der Bronzezeit erfolgten. Der Kammerboden war mit Steingrus gepflastert. Während des Zweiten Weltkriegs wurde in der Mitte des Hügels ein Unterstand angelegt.

## Funde
Bei der Grabung von Janssen wurde eine kugelförmige Ansammlung von Leichenbrand gefunden. Möglicherweise waren die Knochensplitter in einem vergangenen Stück Stoff beigesetzt worden. Lanting fand Keramikscherben von etwa 40 Gefäßen der Trichterbecherkultur, zwei querschneidige Pfeilspitzen und ein Steinbeil. Typologisch gehört die Keramik in die älteste Stufe der Trichterbecherkultur in den Niederlanden.